# ドキドキ☆純情ガールズ
ドキドキ☆純情ガールズ（どきどき☆じゅんじょうがーるず）は松竹芸能に所属していた、日本の女性お笑いコンビ。

## メンバー
・ぽっぽ（1990年2月6日 - 〈35歳〉）ボケ担当、立ち位置は向かって左
大阪府高槻市出身。身長148cm、体重49kg、血液型AB型。
趣味＝アニメ、漫画、ボーイズラブについて考えること、将棋（元将棋部）、占い、長距離の散歩、軽いランニング（森脇健児陸上部女子部2期生）、コスプレ、キャラ弁
特技＝イラストを描くこと、タロット占い、アニメモノマネ（ポケモン、妖怪ウォッチ、アンパンマンなど）、
コスプレ（コスプレ番組やコスプレイベントに参加している）
コンビ結成前は「相咲ポッポ」名義でサブカルチャー番組などに出演し、天津・向清太朗が率いる「向チルドレン」の一人だった。
2021年9月、スペル・デルフィンが新たに設立した「2point5女子プロレス」のオーディションに合格。練習を重ね2022年11月6日に女子プロレスラーとして正式デビュー。リングネームは「ぽっぽtheハーミット」。2022年に「バーチャルプロレス」女子プロレスのメンバーとしてデビューし、同じメンバーのほかげとコンビ「いちご女子プロレス」を結成。
2023年7月、吉本興業所属のお笑いコンビ「鬼としみちゃむ」のしみちゃむとの結婚を発表。
・のぞみ（1992年9月23日 - 〈32歳〉）ツッコミ担当、立ち位置は向かって右
大阪府大阪市平野区出身。身長154cm、体重41kg、血液型O型。
趣味・特技＝Dschinghiskhan（ドイツの国民的大スター ジンギスカン）の細かいモノマネ、コスプレ、アニメ、ゲーム、虫の標本作り、
バルーンアート、イラストを描くこと、ダンス、釣り

## 経歴
mixiで知り合ってコンビを結成。主に心斎橋角座でのライブにて漫才活動をしながら関西を拠点にテレビ・ラジオのレポーターとしても活躍中。森脇健児陸上部女子部2期生として森脇健児とともに数々のマラソンイベントにも参加している。また2人の共通の趣味であるコスプレでも多数のイベントに出演し好評を得た。2019年6月9日にYouTubeチャンネル「ウルトラドキドキスーパーちゃんねるHYPER！」を開設、同年10月1日よりライブ配信アプリ「Pococha(ポコチャ)」を開始し新たなジャンルにも進出、活動の幅を広げた。
2021年6月30日をもってPocochaから別の配信媒体へ移ると自身の配信内で発表。同年7月6日よりツイキャスでの配信をスタートさせたが、2022年10月からPocochaに復活し月1回の限定配信をしていた。
2023年3月31日をもってコンビを解散。解散後もそれぞれ個人として活動を継続する。

## 出演番組・CM・イベント

### 〈テレビ〉
★現在の出演番組
- ゆうドキッ!＜不定期＞ (奈良テレビ)
- SUNNY TIME＜不定期＞（KBS京都）

【のぞみ のみ】
- ガッ釣り関西（テレビ大阪）
- ソルトフィッシングパラダイスTV
(サンテレビジョン・KBS京都 他)
- チキチキジョニーのシャインシャイン！

〈ナレーター〉(ベイコム)

 
★過去の出演番組
- 情報・ニュースとりどり ゲツ→キン月曜（eo光チャンネル）
- 関西グルメスクープ！TV

（eo光チャンネル）
- 大阪lovers（eo光チャンネル）
- 西はりまサタデー9（サンテレビ）
- はりまサタデー9（サンテレビジョン）
- 森脇伝説（KBS京都）
- ぽじポジたまご（KBS京都）
- 週末ライブ キモイリ！（KBS京都）
- あったか京都！（KBS京都）
- 松竹芸能60周年記念特番

「オール松竹レジェンド大賞」

（関西テレビ放送）
- 走れ！みつくに社長

おススメ情報お届けします（テレビ大阪）
- しっとこ！（テレビ大阪）
- 情報BOXワイド高槻（J:COM）
- TKOのかくしとく芸大会3（J:COM）
- わが町探偵団（J:COM）
- えぇ街でおま（J:COM）
- なるほどミュージアム滋賀（びわ湖放送）
- キラりん滋賀（びわ湖放送）
- びわナビ (びわ湖放送)
- 金曜オモロしが (びわ湖放送)
- ミクチャTV 芸人#0 (千葉テレビ放送)
- 時代おくれ解消バラエティー

　NEWモン！未来塾（ABCテレビ）
　※VTR出演
- ますおか引越センター（よみうりテレビ）

　※のぞみ〈本編ナレーター〉

　※ぽっぽ〈番宣ナレーター〉

【のぞみ のみ】
- 情報スタジアム 4時!キャッチ金曜

　生中継担当（サンテレビ）
- 全日本聞き上手選手権（サンテレビ）
- ジャルやるっ！（関西テレビ）
- HITMON！ (関西テレビ)
- 千客万来！ならCoCo（奈良テレビ）

【ぽっぽ のみ】
- パインバンブーアワー(J:COM)
- Eyeこうかnow（あいコムこうか）
- 大食い女王決定戦2020 (テレビ東京)
- 大堀商事小島事業部新人バイトゆう歩

（アイドル専門チャンネルPigoo）

【ぽっぽtheハーミットとして】 

 * 真夜中のシークレット学園（KBS京都）

### 〈ラジオ〉
★現在の出演番組
- サンデー神戸（ラジオ関西）

 
★過去の出演番組
- 角座演芸アワー〜道頓堀から生放送！〜（ラジオ関西）
- 三上公也の情報アサイチ！（ラジオ関西）
- 森脇健児の遊・わーく・ウィークリー

（ラジオ関西）
- 田辺眞人のまっこと！ラジオ

（ラジオ関西）
- 時間です！林編集長（ラジオ関西）
- おはようラジ関演芸（ラジオ関西）
- ラジオ演芸もん（ABCラジオ）
- 森脇健児のよなよな…月曜日

（ABCラジオ）
- 森脇健児のサタデーミーティング

（KBS京都）
- 森脇健児のサタデースタジアム

（KBS京都）
- 木下晃一いつも心に太陽を（KBS京都）
- 笑福亭晃瓶のほっかほかラジオ

（KBS京都）
- 妹尾和夫のパラダイスKyoto(KBS京都)
- hanashikaの時間。（ラジオ大阪）

【のぞみのみ】
- 森脇健児のレイクサイドラジオ

　〜素直・謙虚・感謝〜（エフエム滋賀）
- 哲ちゃんの哲学（FM HANAKO）

### 〈インターネット配信〉
★過去の出演番組
- 第１次コスプレ大戦（生テレ）
- スーパーピコピコクラブ<スーピコ>

　(ニコニコ動画)
- LoGiRL

「アルミカンのとにかく売れたいねん！」（テレ朝動画）
- 森脇お笑い動物園（カンテレドーガ）

【ぽっぽのみ】
- 森脇お笑い動物園EPISODEⅡ

（カンテレドーガ）

### 〈CM〉
- 滋賀電気技術専門学院(びわ湖放送)
- 霧島の天然水のむシリカ

　インフォマーシャル（地上波・Web）
- 花緑堂「ダイエット企画」(J:COM・Web)
※〈前編〉ぽっぽ

　  〈後編〉ぽっぽ・のぞみ

【のぞみのみ】
- 紀陽銀行(Web CM)
- アウトレット家具の赤や
(奈良テレビ・テレビ和歌山・三重テレビ)

### 〈イベント〉
- たかつき産業フェスタ2019
「ゆるキャラ大集合」ステージMC
(2019年12月8日)
- ポケモンカラーズ大阪展
「公式応援ガールズ」就任
(2021年9月30日～10月20日)
- 神戸医療産業都市
一般公開オンラインイベント2021
「KBIC見学動画ツアー」
(2021年10月30日～31日)

## 単独ライブ
- ドキドキ☆純情ガールズ初単独ライブ

「相方はマイミク 〜私たちmixiで出会いました〜」

（2018年3月31日・道頓堀角座）
- ドキドキ☆純情ガールズ初!!トークライブ

「相方は元親戚 〜私たち古代ギリシャで叔母と姪〜」

（2018年8月25日・ロフトプラスワンウエスト）
- ドキドキ☆純情ガールズ ワンマンライブ

「魔法の哀らんど -1hour live-」

 (2019年7月20日・心斎橋角座)
- ドキドキ☆純情ガールズ トークライブ

「サンタさん、レインボーアートＤＸを下さい！ ～オートバイだって、スーイスイ！～」

（2021年8月7日・ロフトプラスワンウエスト）
- 二階建てライブ・第2部

「ゴジラVSドキドキ☆純情ガールズ

同時上映:ぽっぽこのぞ太郎の宇宙大戦争！？」

（2022年4月16日・心斎橋角座）